# Mélanie Thomin

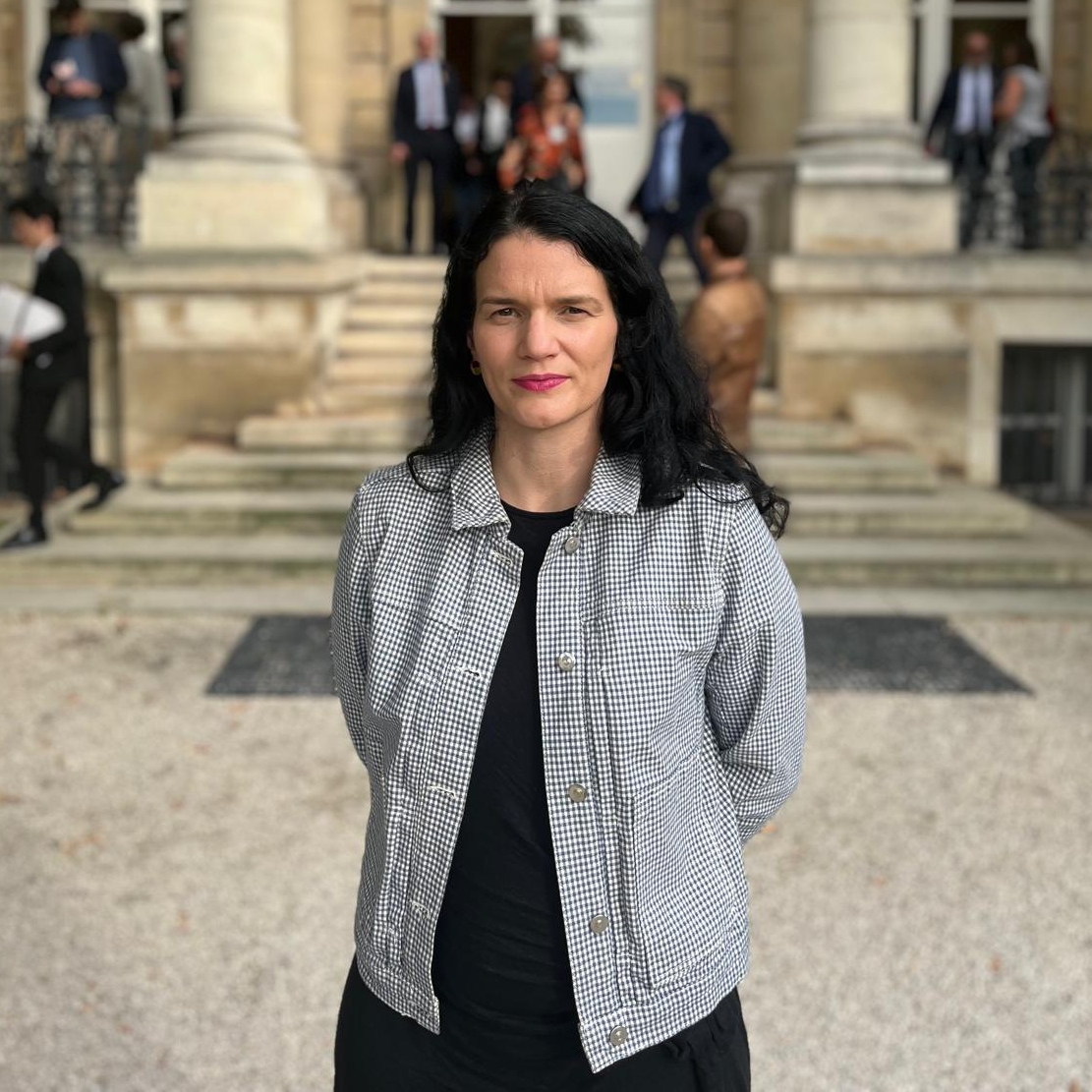
Mélanie Thomin

Mélanie Thomin (geboren am 4. Juni 1984 in Landerneau (Finistère)) ist eine französische Politikerin.
Sie ist Mitglied der Sozialistischen Partei Frankreichs. Bei der Parlamentswahl 2022 kandidierte sie im 6. Wahlkreis des Départements Finistère für das Parteienbündnis Nupes. Sie wurde in die Nationalversammlung gewählt.

## Leben und Wirken
Thomin ist Lehrerin für Französisch. Sie unterrichtete an mehreren privaten Gymnasien im Département Finistère, an Diwan-Schulen (bretonische Sprache) oder Le Likès in Quimper (katholischer Religionsunterricht). Ihr Vater war Angestellter im öffentlichen Dienst, ihre Mutter Angestellte der Stadtverwaltung.

### Beginn der politischen Laufbahn
Thomin begann 2003, sich der Sozialistischen Partei anzunähern. Sie trat 2005 Jugendorganisation der Partei MJS bei. Als Studentin an der Universität Brest trat sie der UNEF bei und war während der Bewegung gegen den Erstanstellungsvertrag 2006 Vorsitzende der UNEF-Brest.
Sie nahm an der Kommunalwahl 2014 in Quimper auf der Liste des sozialistischen Bürgermeisters Bernard Poignant teil, allerdings erfolglos. Sie zog erst im April 2016 nach dem Rücktritt eines anderen Abgeordneten in den Stadtrat ein. Sie trat bei den Kommunalwahlen 2020 in Hanvec als Kandidatin an und wurde in den Gemeinderat gewählt. Sie gehörte zur Mehrheitsfraktion und wurde über diese in die Communauté d’agglomération du pays de Landerneau-Daoulas gewählt.
2015 kandidierte sie bei den Regionalwahlen in der Bretagne im Département Finistère auf einer Liste, die vom sozialistischen Kandidaten Marc Coatanéa angeführt wurde, wurde aber nicht gewählt. Bei den folgenden Regionalwahlen im Jahr 2021 kandidierte sie erneut, scheiterte jedoch erneut.
Sie nahm an der Wahlkampagne von Richard Ferrand bei der Parlamentswahl 2012, auch unterstützte sie die Kandidatur von Benoît Hamon für die Präsidentschaftswahl 2017.

### Wahl zur Nationalversammlung
Thomin kandidierte bei der Parlamentswahl 2022 gegen Richard Ferrand im sechsten Wahlkreis des Département Finistère. Sie besiegte den Präsidenten der Nationalversammlung im zweiten Wahlgang mit 50,85 % der Stimmen.
In Le Monde wurde sie als „sozialistischer Neuling“ dargestellt, sie zog jedoch nach zwanzig Jahren Parteimitgliedschaft in die Nationalversammlung ein.

## Die Wahlergebnisse

### Parlamentswahl
| Wahljahr | Partei | Partei | Wahlkreis              | 1. Wahlgang | 1. Wahlgang | 1. Wahlgang | 2. Wahlgang | 2. Wahlgang | 2. Wahlgang | Ergebnis |
| Wahljahr | Partei | Partei | Wahlkreis              | Stimmen     | %           | Rang        | Stimmen     | %           | Rang        | Ergebnis |
| -------- | ------ | ------ | ---------------------- | ----------- | ----------- | ----------- | ----------- | ----------- | ----------- | -------- |
| 2022     | PS     |        | Wahlkreis Finistère VI | 15 345      | 31,16       | 2.          | 23 948      | 50,85       | 1.          | gewählt  |